# Chrysolampus nimbae
Chrysolampus nimbae is een vliesvleugelig insect uit de familie Perilampidae. De wetenschappelijke naam is voor het eerst geldig gepubliceerd in 1954 door Risbec.